# Zora pardalis
Espèce
Zora pardalis est une espèce d'araignées aranéomorphes de la famille des Miturgidae.

## Distribution
Cette espèce se rencontre de l'Europe au Kazakhstan.

## Description
Le mâle mesure 4 mm et les femelles de 4 à 5,3 mm.

## Publication originale
- Simon, 1878 : Les arachnides de France. Paris, vol. 4, p. 1-334 (texte intégral).